# Underdog (Soziologie)
Underdog (englisch für „unterlegener Hund“) ist ein Lehnwort aus dem Englischen und bezeichnet heute im Deutschen einen Benachteiligten oder Schwächeren beziehungsweise jemanden, der einem anderen unterlegen ist.
Zum ersten Mal schriftlich erwähnt wurde der Ausdruck Ende des 19. Jahrhunderts. Er lässt sich auf zu der Zeit verbreitete Hundekämpfe zurückführen, in denen unterlegene Hunde als „underdogs“ bezeichnet wurden, im Gegensatz zu überlegenen „top dogs“.

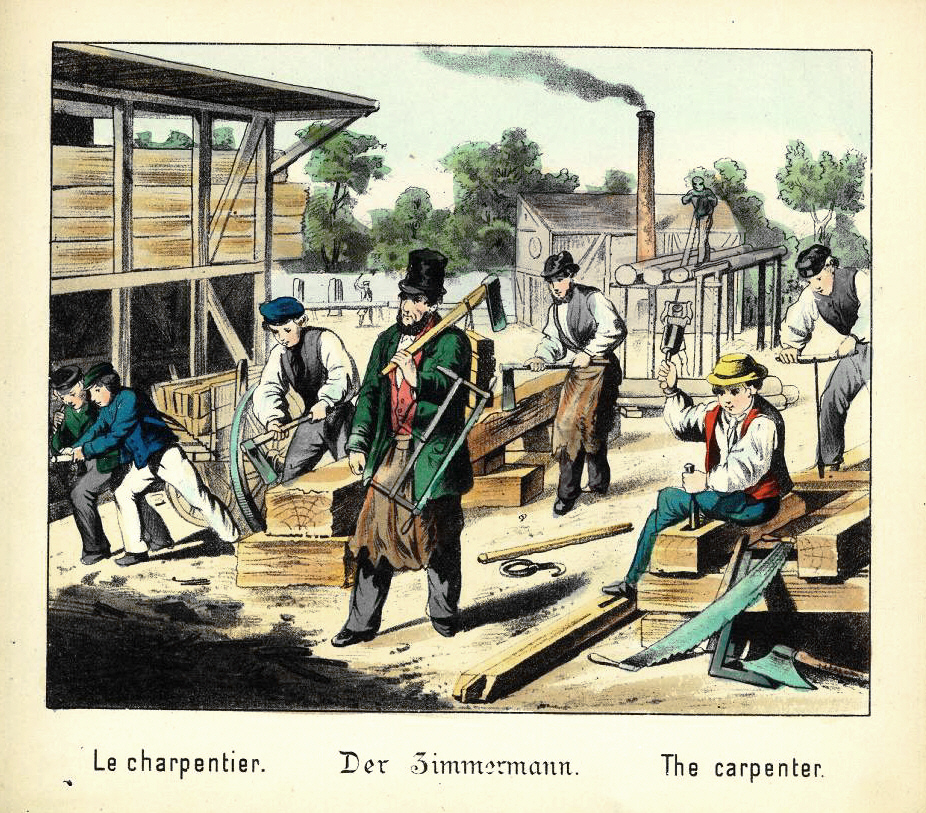
Der Zimmermann (aus Was willst du werden?, um 1880, im Hintergrund: Auftrennen der Stämme im Dock)

Eine landläufige Theorie zur Herkunft des Ausdrucks besagt, dass er aus der Holzfällerei stamme. Besonders für den Schiffbau wurden früher lange Holzplanken benötigt, für die Baumstämme der Länge nach zersägt werden mussten. Man brauchte dazu sogenannte Trummsägen, lange Sägen, die von zwei Männern gehalten werden. Zur Erleichterung der Arbeit wurden „saw pits“ beziehungsweise Sägegruben ausgehoben, die tief genug waren, dass ein Mann darin aufrecht stehen konnte. Der Stamm wurde über die Grube gelegt, sodass einer von oben und der andere von unten sägen musste. Letzterer, der in der unangenehmeren Lage war, wurde dabei angeblich als underdog bezeichnet. Allerdings wurden die daran beteiligten Personen in Wirklichkeit üblicherweise top sawyer und bottom sawyer genannt.
In der Schweiz wird der Begriff Underdog, auch wörtlich übersetzt mit Unterhund angewandt.